# Signal de Botrange
Signal de Botrange är Belgiens högsta punkt, 694 meter över havet, belägen i Ardennerna cirka 10 kilometer nordväst om Malmedy. Platsen är inte en typisk topp, utan snarare högsta punkten på en ås.